# Have Mercy Baby
"Have Mercy Baby" é uma canção popular de rhythm and blues, escrita por Billy Ward e Rose Marks, gravada pelo grupo  The Dominoes em Cincinnati, produzido ´por Ralph Bass e lançada pela Federal Records em 1952. Foi número um nas paradas R&B por dez semanas consecutivas. Influenciado pelo vocalista líder do grupo, Clyde McPhatter, sua importância está em ser a primeira canção popular de R&B  com forte influência da música gospel negra.

## Descrição
As raízes de Clyde McPhatter estão na música das igrejas negras. A canção é essencialmente a canção gospel "Have Mercy, Jesus" cantada em forma de  chamada e resposta de um quarteto gospel, embora com um blues de doze compassos como os cantores gospel usariam. No primeiro refrão  McPhatter simplesmente segue a melodia, mas subsequentemente ele improvisa livremente no estilo gospel com espetaculares melismas. A banda de apoio mantém o ritmo e provêm o esperado solo de saxofone.

## Impacto
A versão dos The Dominoes de "Have Mercy Baby" foi a canção definitiva de rhythm e gospel. Outras regravações significativas da canção foram feitas por The Bobbettes (1960), The Rivingtons (1962) e por James Brown (1964), cuja versão alcançou o número 92 da parada Pop.